# Impala
Impala (Aepyceros melampus greacă aipos "înalt" ceros "corn" + melas "negru" pous "picior") este o antilopă de talie medie care se găsește în estul și sudul Africii. Singurul membru existent al genului Aepyceros și al tribului Aepycerotini, a fost descrisă pentru prima dată europenilor de către zoologul german Hinrich Lichtenstein în 1812. Sunt recunoscute două subspecii – impala comună, care trăiește în pajiști (denumită uneori impala kenyană), și impala cu fața neagră, mai mare, care trăiește în medii ceva mai aride, în mărăcinișuri. Impala atinge 70-92 cm la greabăn și cântărește 40-76 kg. Are o blană lucioasă, de culoare maro-roșiatică. Coarnele subțiri, în formă de liră, ale masculului au o lungime de 45-92 cm.
Impala se găsește în păduri și, uneori, la interfața (ecoton) dintre păduri și savană; ea locuiește în locurile din apropierea apei. În timp ce impala cu fața neagră este limitată la sud-vestul Angolei și la Kaokoland, în nord-vestul Namibiei, impala comună este răspândită în toată zona sa de răspândire și a fost reintrodusă în Gabon și în Africa de Sud. Uniunea Internațională pentru Conservarea Naturii (IUCN) clasifică impala ca fiind o specie care suscită cel mai puțin îngrijorare; subspecia cu fața neagră a fost clasificată ca specie vulnerabilă, mai puțin de 1.000 de indivizi existând în sălbăticie în 2008.

## Taxonomie și evoluție
Impala este singurul membru al genului Aepyceros și aparține familiei Bovidae. A fost descrisă pentru prima dată de zoologul german Martin Hinrich Carl Lichtenstein în 1812. În 1984, paleontologul Elisabeth Vrba a considerat că impala este un taxon înfrățit cu alcelaphinae, având în vedere asemănarea sa cu Alcelaphus buselaphus. Un studiu filogenetic realizat în 1999 de Alexandre Hassanin (de la Centrul Național pentru Cercetare Științifică, Paris) și colegii săi, bazat pe analize mitocondriale și nucleare, a arătat că impala formează o cladă cu Neotragus moschatus. Această cladă este soră cu o alta formată din duikerul de golf (Cephalophus dorsalis) și Oreotragus oreotragus. O analiză a secvenței nucleare de ARNr și β-spectrină din 2003 a susținut, de asemenea, o asociere între Aepyceros și Neotragus. Următoarea cladogramă se bazează pe studiul din 1999:
|  | Oaie (Ovis aries)                                                                          |
|  |                                                                                            |
|  | \| \| Damaliscus pygargus \| \| \| \| \| \| Antilopă sable (Hippotragus niger) \| \| \| \| |
|  |                                                                                            |
|  | Damaliscus pygargus                                                                        |
|  |                                                                                            |
|  | Antilopă sable (Hippotragus niger)                                                         |
|  |                                                                                            |

|  | Damaliscus pygargus                |
|  |                                    |
|  | Antilopă sable (Hippotragus niger) |
|  |                                    |

|  | Oreotragus oreotragus |
|  |                       |
|  | Cephalophus dorsalis  |
|  |                       |

|  | Impala (Aepyceros melampus) |
|  |                             |
|  | Neotragus moschatus         |
|  |                             |

|  | Oreotragus oreotragus |
|  |                       |
|  | Cephalophus dorsalis  |
|  |                       |

|  | Impala (Aepyceros melampus) |
|  |                             |
|  | Neotragus moschatus         |
|  |                             |

|  | Oreotragus oreotragus |
|  |                       |
|  | Cephalophus dorsalis  |
|  |                       |

|  | Impala (Aepyceros melampus) |
|  |                             |
|  | Neotragus moschatus         |
|  |                             |

|  | Oreotragus oreotragus |
|  |                       |
|  | Cephalophus dorsalis  |
|  |                       |

|  | Impala (Aepyceros melampus) |
|  |                             |
|  | Neotragus moschatus         |
|  |                             |

|  | Oaie (Ovis aries)                                                                          |
|  |                                                                                            |
|  | \| \| Damaliscus pygargus \| \| \| \| \| \| Antilopă sable (Hippotragus niger) \| \| \| \| |
|  |                                                                                            |
|  | Damaliscus pygargus                                                                        |
|  |                                                                                            |
|  | Antilopă sable (Hippotragus niger)                                                         |
|  |                                                                                            |

|  | Damaliscus pygargus                |
|  |                                    |
|  | Antilopă sable (Hippotragus niger) |
|  |                                    |

|  | Oreotragus oreotragus |
|  |                       |
|  | Cephalophus dorsalis  |
|  |                       |

|  | Impala (Aepyceros melampus) |
|  |                             |
|  | Neotragus moschatus         |
|  |                             |

|  | Oreotragus oreotragus |
|  |                       |
|  | Cephalophus dorsalis  |
|  |                       |

|  | Impala (Aepyceros melampus) |
|  |                             |
|  | Neotragus moschatus         |
|  |                             |

|  | Oreotragus oreotragus |
|  |                       |
|  | Cephalophus dorsalis  |
|  |                       |

|  | Impala (Aepyceros melampus) |
|  |                             |
|  | Neotragus moschatus         |
|  |                             |

|  | Oreotragus oreotragus |
|  |                       |
|  | Cephalophus dorsalis  |
|  |                       |

|  | Impala (Aepyceros melampus) |
|  |                             |
|  | Neotragus moschatus         |
|  |                             |

|  | Gazela lui Grant (Nanger granti) |
|  |                                  |
|  | Redunca fulvorufula              |
|  |                                  |

|  | Oaie (Ovis aries)                                                                          |
|  |                                                                                            |
|  | \| \| Damaliscus pygargus \| \| \| \| \| \| Antilopă sable (Hippotragus niger) \| \| \| \| |
|  |                                                                                            |
|  | Damaliscus pygargus                                                                        |
|  |                                                                                            |
|  | Antilopă sable (Hippotragus niger)                                                         |
|  |                                                                                            |

|  | Damaliscus pygargus                |
|  |                                    |
|  | Antilopă sable (Hippotragus niger) |
|  |                                    |

|  | Oreotragus oreotragus |
|  |                       |
|  | Cephalophus dorsalis  |
|  |                       |

|  | Impala (Aepyceros melampus) |
|  |                             |
|  | Neotragus moschatus         |
|  |                             |

|  | Oreotragus oreotragus |
|  |                       |
|  | Cephalophus dorsalis  |
|  |                       |

|  | Impala (Aepyceros melampus) |
|  |                             |
|  | Neotragus moschatus         |
|  |                             |

|  | Oreotragus oreotragus |
|  |                       |
|  | Cephalophus dorsalis  |
|  |                       |

|  | Impala (Aepyceros melampus) |
|  |                             |
|  | Neotragus moschatus         |
|  |                             |

|  | Oreotragus oreotragus |
|  |                       |
|  | Cephalophus dorsalis  |
|  |                       |

|  | Impala (Aepyceros melampus) |
|  |                             |
|  | Neotragus moschatus         |
|  |                             |

|  | Oaie (Ovis aries)                                                                          |
|  |                                                                                            |
|  | \| \| Damaliscus pygargus \| \| \| \| \| \| Antilopă sable (Hippotragus niger) \| \| \| \| |
|  |                                                                                            |
|  | Damaliscus pygargus                                                                        |
|  |                                                                                            |
|  | Antilopă sable (Hippotragus niger)                                                         |
|  |                                                                                            |

|  | Damaliscus pygargus                |
|  |                                    |
|  | Antilopă sable (Hippotragus niger) |
|  |                                    |

|  | Oreotragus oreotragus |
|  |                       |
|  | Cephalophus dorsalis  |
|  |                       |

|  | Impala (Aepyceros melampus) |
|  |                             |
|  | Neotragus moschatus         |
|  |                             |

|  | Oreotragus oreotragus |
|  |                       |
|  | Cephalophus dorsalis  |
|  |                       |

|  | Impala (Aepyceros melampus) |
|  |                             |
|  | Neotragus moschatus         |
|  |                             |

|  | Oreotragus oreotragus |
|  |                       |
|  | Cephalophus dorsalis  |
|  |                       |

|  | Impala (Aepyceros melampus) |
|  |                             |
|  | Neotragus moschatus         |
|  |                             |

|  | Oreotragus oreotragus |
|  |                       |
|  | Cephalophus dorsalis  |
|  |                       |

|  | Impala (Aepyceros melampus) |
|  |                             |
|  | Neotragus moschatus         |
|  |                             |

|  | Gazela lui Grant (Nanger granti) |
|  |                                  |
|  | Redunca fulvorufula              |
|  |                                  |

|  | Oaie (Ovis aries)                                                                          |
|  |                                                                                            |
|  | \| \| Damaliscus pygargus \| \| \| \| \| \| Antilopă sable (Hippotragus niger) \| \| \| \| |
|  |                                                                                            |
|  | Damaliscus pygargus                                                                        |
|  |                                                                                            |
|  | Antilopă sable (Hippotragus niger)                                                         |
|  |                                                                                            |

|  | Damaliscus pygargus                |
|  |                                    |
|  | Antilopă sable (Hippotragus niger) |
|  |                                    |

|  | Oreotragus oreotragus |
|  |                       |
|  | Cephalophus dorsalis  |
|  |                       |

|  | Impala (Aepyceros melampus) |
|  |                             |
|  | Neotragus moschatus         |
|  |                             |

|  | Oreotragus oreotragus |
|  |                       |
|  | Cephalophus dorsalis  |
|  |                       |

|  | Impala (Aepyceros melampus) |
|  |                             |
|  | Neotragus moschatus         |
|  |                             |

|  | Oreotragus oreotragus |
|  |                       |
|  | Cephalophus dorsalis  |
|  |                       |

|  | Impala (Aepyceros melampus) |
|  |                             |
|  | Neotragus moschatus         |
|  |                             |

|  | Oreotragus oreotragus |
|  |                       |
|  | Cephalophus dorsalis  |
|  |                       |

|  | Impala (Aepyceros melampus) |
|  |                             |
|  | Neotragus moschatus         |
|  |                             |

|  | Oaie (Ovis aries)                                                                          |
|  |                                                                                            |
|  | \| \| Damaliscus pygargus \| \| \| \| \| \| Antilopă sable (Hippotragus niger) \| \| \| \| |
|  |                                                                                            |
|  | Damaliscus pygargus                                                                        |
|  |                                                                                            |
|  | Antilopă sable (Hippotragus niger)                                                         |
|  |                                                                                            |

|  | Damaliscus pygargus                |
|  |                                    |
|  | Antilopă sable (Hippotragus niger) |
|  |                                    |

|  | Oreotragus oreotragus |
|  |                       |
|  | Cephalophus dorsalis  |
|  |                       |

|  | Impala (Aepyceros melampus) |
|  |                             |
|  | Neotragus moschatus         |
|  |                             |

|  | Oreotragus oreotragus |
|  |                       |
|  | Cephalophus dorsalis  |
|  |                       |

|  | Impala (Aepyceros melampus) |
|  |                             |
|  | Neotragus moschatus         |
|  |                             |

|  | Oreotragus oreotragus |
|  |                       |
|  | Cephalophus dorsalis  |
|  |                       |

|  | Impala (Aepyceros melampus) |
|  |                             |
|  | Neotragus moschatus         |
|  |                             |

|  | Oreotragus oreotragus |
|  |                       |
|  | Cephalophus dorsalis  |
|  |                       |

|  | Impala (Aepyceros melampus) |
|  |                             |
|  | Neotragus moschatus         |
|  |                             |

|  | Gazela lui Grant (Nanger granti) |
|  |                                  |
|  | Redunca fulvorufula              |
|  |                                  |

|  | Oaie (Ovis aries)                                                                          |
|  |                                                                                            |
|  | \| \| Damaliscus pygargus \| \| \| \| \| \| Antilopă sable (Hippotragus niger) \| \| \| \| |
|  |                                                                                            |
|  | Damaliscus pygargus                                                                        |
|  |                                                                                            |
|  | Antilopă sable (Hippotragus niger)                                                         |
|  |                                                                                            |

|  | Damaliscus pygargus                |
|  |                                    |
|  | Antilopă sable (Hippotragus niger) |
|  |                                    |

|  | Oreotragus oreotragus |
|  |                       |
|  | Cephalophus dorsalis  |
|  |                       |

|  | Impala (Aepyceros melampus) |
|  |                             |
|  | Neotragus moschatus         |
|  |                             |

|  | Oreotragus oreotragus |
|  |                       |
|  | Cephalophus dorsalis  |
|  |                       |

|  | Impala (Aepyceros melampus) |
|  |                             |
|  | Neotragus moschatus         |
|  |                             |

|  | Oreotragus oreotragus |
|  |                       |
|  | Cephalophus dorsalis  |
|  |                       |

|  | Impala (Aepyceros melampus) |
|  |                             |
|  | Neotragus moschatus         |
|  |                             |

|  | Oreotragus oreotragus |
|  |                       |
|  | Cephalophus dorsalis  |
|  |                       |

|  | Impala (Aepyceros melampus) |
|  |                             |
|  | Neotragus moschatus         |
|  |                             |

|  | Oaie (Ovis aries)                                                                          |
|  |                                                                                            |
|  | \| \| Damaliscus pygargus \| \| \| \| \| \| Antilopă sable (Hippotragus niger) \| \| \| \| |
|  |                                                                                            |
|  | Damaliscus pygargus                                                                        |
|  |                                                                                            |
|  | Antilopă sable (Hippotragus niger)                                                         |
|  |                                                                                            |

|  | Damaliscus pygargus                |
|  |                                    |
|  | Antilopă sable (Hippotragus niger) |
|  |                                    |

|  | Oreotragus oreotragus |
|  |                       |
|  | Cephalophus dorsalis  |
|  |                       |

|  | Impala (Aepyceros melampus) |
|  |                             |
|  | Neotragus moschatus         |
|  |                             |

|  | Oreotragus oreotragus |
|  |                       |
|  | Cephalophus dorsalis  |
|  |                       |

|  | Impala (Aepyceros melampus) |
|  |                             |
|  | Neotragus moschatus         |
|  |                             |

|  | Oreotragus oreotragus |
|  |                       |
|  | Cephalophus dorsalis  |
|  |                       |

|  | Impala (Aepyceros melampus) |
|  |                             |
|  | Neotragus moschatus         |
|  |                             |

|  | Oreotragus oreotragus |
|  |                       |
|  | Cephalophus dorsalis  |
|  |                       |

|  | Impala (Aepyceros melampus) |
|  |                             |
|  | Neotragus moschatus         |
|  |                             |

|  | Gazela lui Grant (Nanger granti) |
|  |                                  |
|  | Redunca fulvorufula              |
|  |                                  |

Au fost descrise până la șase subspecii, deși doar două sunt în general recunoscute pe baza datelor mitocondriale. Deși morfologic similare, subspeciile prezintă o distanță genetică semnificativă între ele și nu au fost raportate hibrizi între ele.
- A. m. melampus Lichtenstein, 1812: Cunoscută sub numele de impala comună, această specie este prezentă în estul și sudul Africii. Aria de răspândire se întinde din centrul Kenyei până în Africa de Sud și spre vest până în sud-estul Angolei.
- A. m. petersi Bocage, 1879: Cunoscută sub numele de impala cu fața neagră, această specie este limitată la sud-vestul Africii, fiind prezentă în nord-vestul Namibiei și în sud-vestul Angolei.

Potrivit lui Vrba, impala a evoluat de la un strămoș alcelaphine. Ea a remarcat că, deși acest strămoș a deviat de cel puțin 18 ori în diverse forme morfologic diferite, impala a continuat în forma sa de bază timp de cel puțin cinci milioane de ani. Au fost descoperite mai multe specii fosile, inclusiv A. datoadeni din Pliocenul Etiopiei. Cea mai veche fosilă descoperită sugerează că strămoșii săi antici erau puțin mai mici decât forma modernă, dar altfel foarte asemănători în toate aspectele cu aceasta din urmă. Acest lucru implică faptul că impala s-a adaptat eficient la mediul său încă din preistorie. Natura sa gregară, varietatea dietei, tendința pozitivă a populației, apărarea împotriva căpușelor și relația simbiotică cu buphagidae care se hrănesc cu căpușe ar fi putut juca un rol în prevenirea unor schimbări majore în morfologie și comportament.

## Descriere

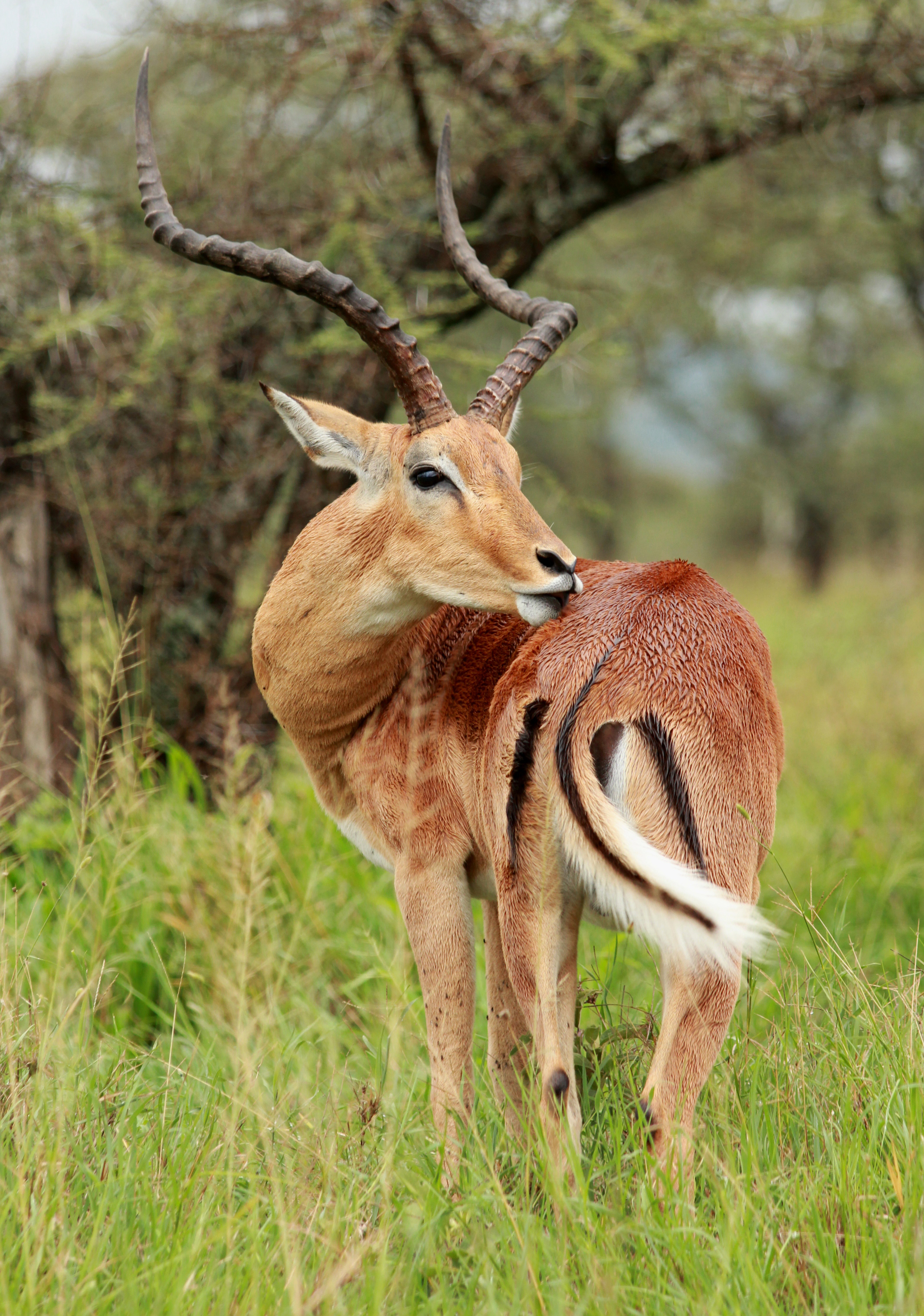
Vedere de aproape a unui mascul, cu coarnele caracteristice în formă de liră, coada albă și câteva semne negre

Impala este o antilopă de talie medie, cu corp subțire, comparabilă cu kob, puku și gazela lui Grant ca mărime și constituție. Lungimea capului și a corpului este de aproximativ 130 de centimetri. Masculii ating aproximativ 75-92 cm la grabîn, în timp ce femelele au o înălțime de 70-85 cm. Masculii cântăresc de obicei 53-76 kilograme, iar femelele 40-53 kg. Femelele nu au coarne și sunt mai mici decât masculii. Masculilor le cresc coarne subțiri, în formă de liră, lungi de 45-92 cm. Coarnele, puternic crestate și divergente, sunt circulare în secțiune și goale la bază. Structura lor arcuită permite întrepătrunderea coarnelor, ceea ce ajută masculul în timpul luptelor; de asemenea, coarnele protejează craniul de deteriorări.
Blana lucioasă a impalei prezintă o colorare în două tonuri – spatele maro-roșcat și flancurile cafenii; acestea contrastează puternic cu partea inferioară a abdomenului alb. Trăsăturile faciale includ inele albe în jurul ochilor și o bărbie și un bot deschis. Urechile, cu o lungime de 17 cm, sunt acoperite cu negru. Dungi negre pornesc de la fese până la partea superioară a membrelor posterioare. Coada albă și stufoasă, lungă de 30 cm, prezintă o dungă neagră continuă de-a lungul liniei mediane. Impala are glandele olfactive acoperite de un smoc de păr negru pe picioarele din spate. Glandele sebacee concentrate pe frunte și dispersate pe trunchiul masculilor dominanți sunt mai active în timpul sezonului de împerechere, în timp ce cele ale femelelor sunt doar parțial dezvoltate și nu suferă modificări sezoniere.
Dintre subspecii, impala cu fața neagră este semnificativ mai mare și mai închisă la culoare decât impala comună; melanismul este responsabil pentru colorația neagră. Distinctiv pentru impala cu fața neagră este o dungă întunecată, de o parte și de alta a nasului, care urcă spre ochi și se subțiază pe măsură ce ajunge la frunte. Alte diferențe includ vârful negru mai mare de pe ureche și o coadă mai stufoasă și cu aproape 30% mai lungă la impala cu fața neagră.

## Comportament

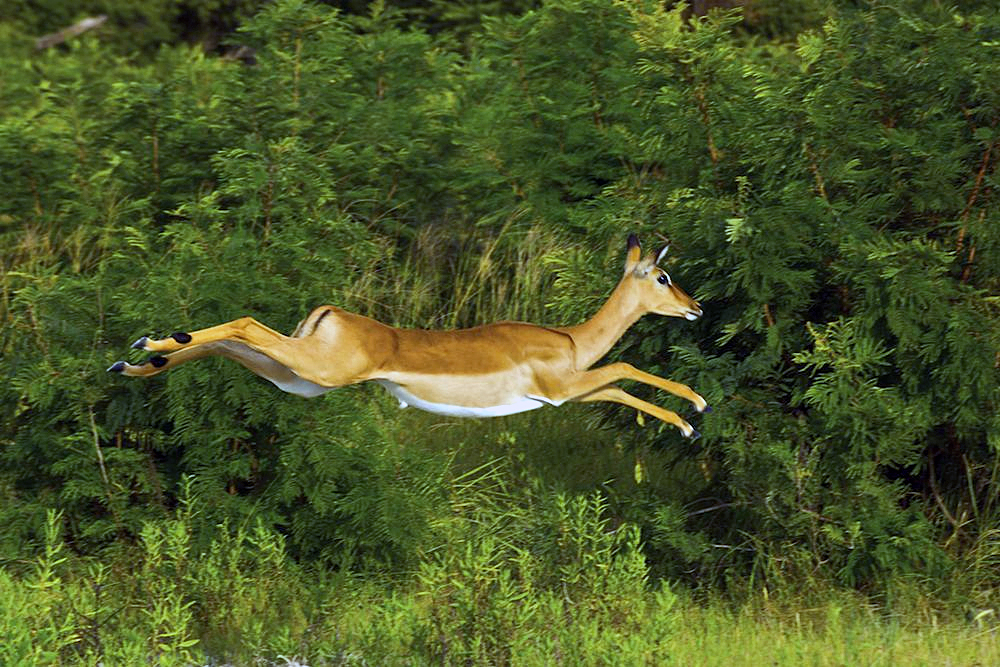
Impala poate sări până la 3 m.

Impala este diurnă (activă în principal în timpul zilei), deși activitatea tinde să înceteze în timpul orelor fierbinți de la amiază. Se pot observa trei grupuri sociale distincte – masculii teritoriali, turmele de burlaci și turmele de femele. Masculii teritoriali dețin teritorii unde pot forma haremuri de femele; teritoriile sunt delimitate cu urină și fecale și sunt apărate împotriva intrușilor tineri sau masculi.. Turmele de burlaci tind să fie mici, cu mai puțin de 30 de membri. Indivizii păstrează distanțe de 2,5-3 m unul față de celălalt; în timp ce masculii tineri și bătrâni pot interacționa, masculii de vârstă mijlocie se evită în general, cu excepția antrenamentului.
Turmele de femele au o mărime cuprinsă între 6 și 100 de exemplare și ocupă un teritoriu de 80-180 ha. Legătura dintre mamă și pui este slabă și se rupe la scurt timp după înțărcare; puii părăsesc turmele mamelor lor pentru a se alătura altor turme. Turmele de femele tind să fie libere și nu au o conducere evidentă.
Toaletarea este un mijloc important de interacțiune socială în turmele de burlaci și de femele; de fapt, impala pare să fie singura ungulată care prezintă atât auto-toaletare, cât și toaletare cu ceilalți. În procesul de toaletare, femelele se îngrijesc de obicei cu impala înrudite, în timp ce masculii se asociază cu cei neînrudiți.

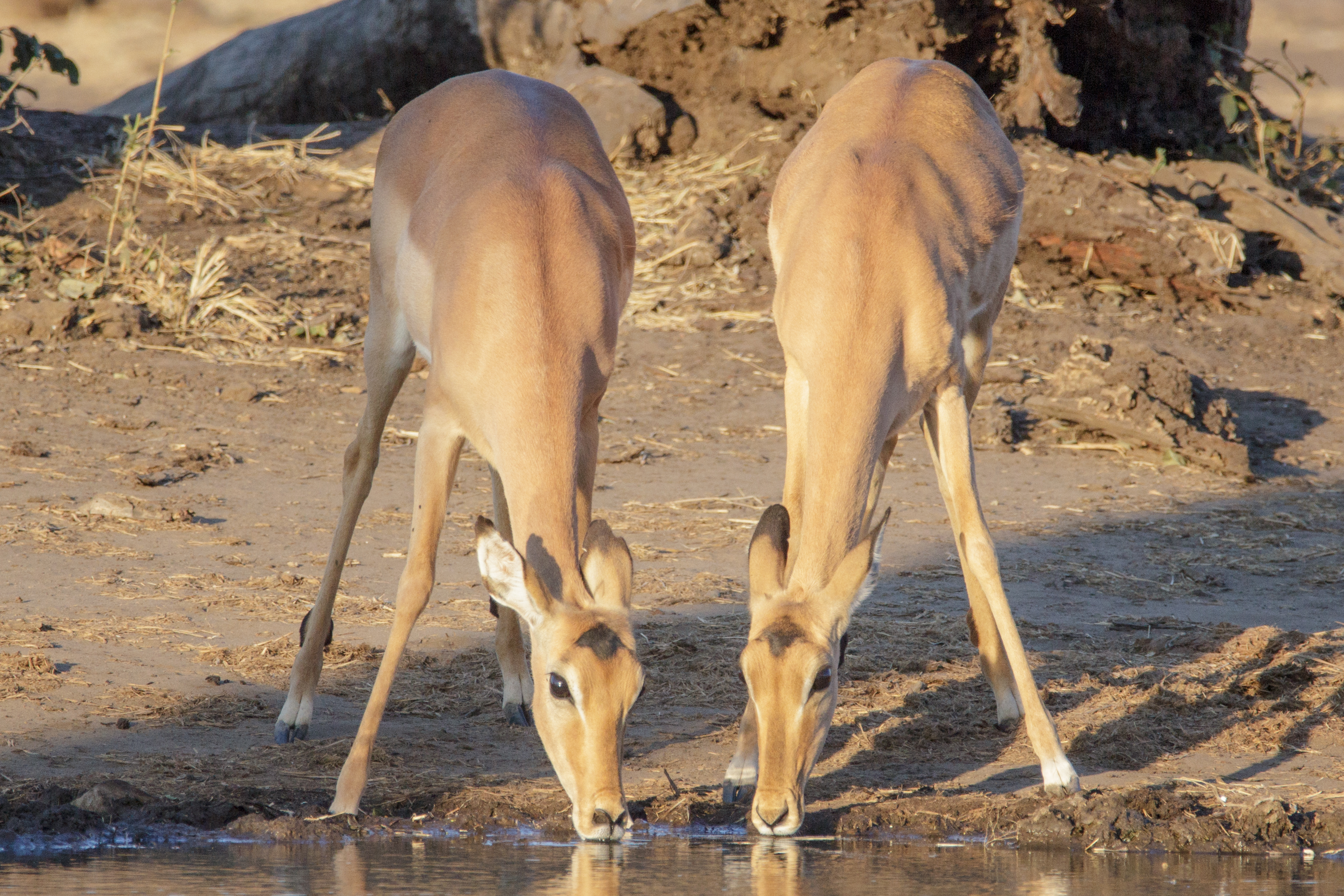
Femele adăpându-se

Comportamentul social este influențat de climă și de geografie; ca atare, impala este teritorială în anumite perioade ale anului și gregară în alte perioade, iar durata acestor perioade poate varia foarte mult în funcție de populație. De exemplu, populațiile din Africa de Sud manifestă un comportament teritorial doar în timpul celor câteva luni de rut, în timp ce în cazul populațiilor din Africa de Est, teritorialitatea este relativ minimă, în ciuda unui sezon de împerechere prelungit. Mai mult, masculii teritoriali tolerează adesea burlacii și pot chiar să alterneze între burlăcie și teritorialitate în diferite perioade ale anului. Un studiu asupra impala din Parcul Național Serengeti a arătat că la 94% dintre masculi, teritorialitatea a fost observată timp de mai puțin de patru luni.
Impala este o specie de pradă importantă pentru carnivorele mari din Africa, cum ar fi leii, gheparzii, leoparzii, câinii sălbatici, hienele, crocodilii și pitonii. Antilopa prezintă două salturi caracteristice – poate sări până la 3 m, peste vegetație și chiar peste alte impala, parcurgând distanțe de până la 10 m; celălalt tip de salt presupune o serie de salturi în care animalul aterizează pe picioarele anterioare, își mișcă picioarele posterioare lovind în aer, aterizează în patru labe și apoi ricoșează. Saltă în ambele moduri în direcții diferite, probabil pentru a deruta prădătorii.
Uneori, impala se poate ascunde și în vegetație pentru a scăpa de ochii prădătorilor. Cea mai proeminentă vocalizare este răgetul puternic, emis prin unul până la trei sforăituri puternice cu gura închisă, urmate de două până la zece grohăituri adânci cu gura deschisă și bărbia și coada ridicate; un răget tipic poate fi auzit până la 2 km distanță. Secrețiile glandei olfactive identifică un mascul teritorial. Impala este sedentară; masculii adulți și de vârstă mijlocie, în special, își pot păstra teritoriile timp de ani de zile.

### Hrană

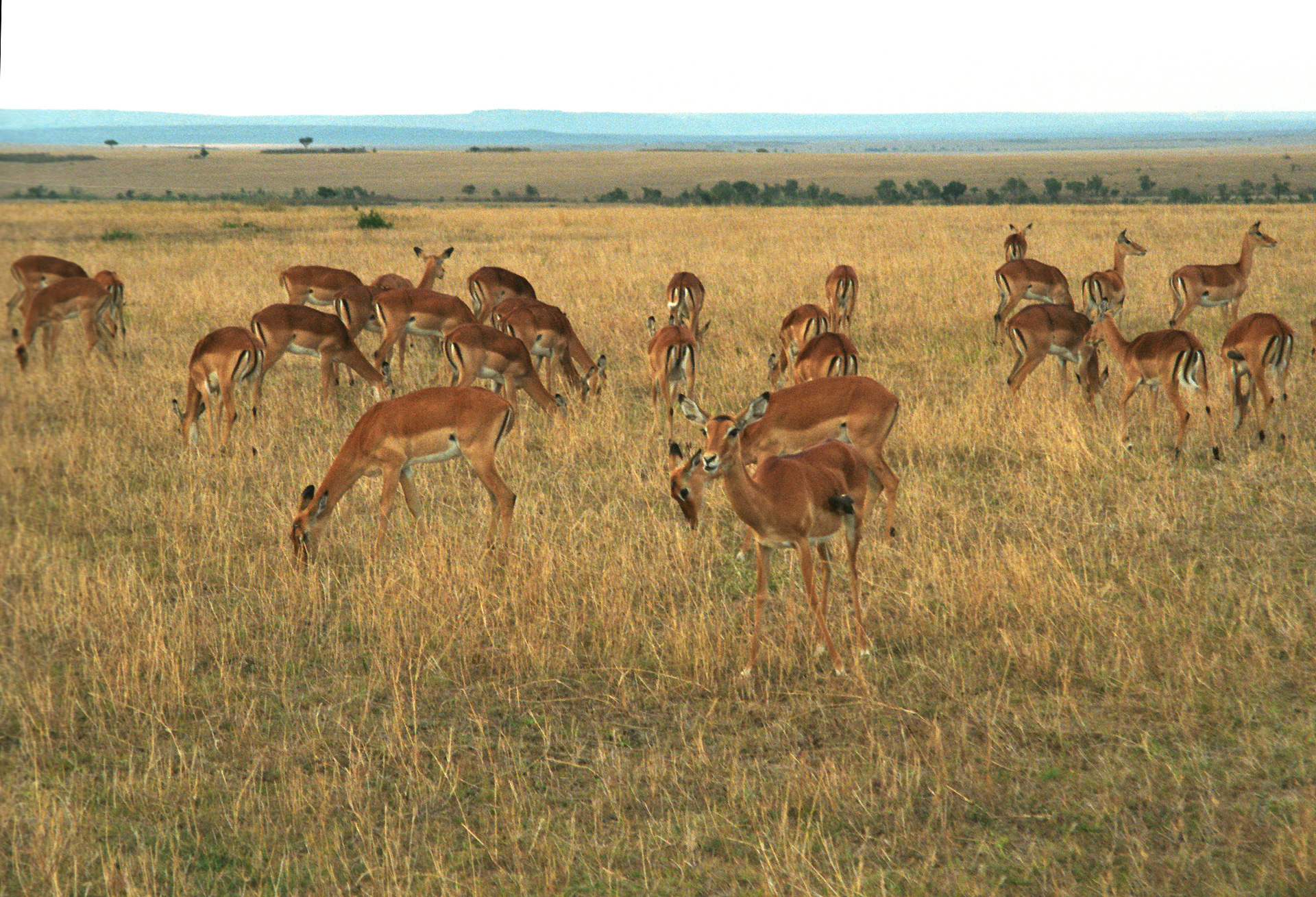
O turmă la pășunat în Masai Mara

Dieta impalei cuprinde monocotiledonate, dicotiledonate, ierburi, fructe și păstăi de salcâm (ori de câte ori sunt disponibile). Impala preferă locurile din apropierea surselor de apă și apelează la vegetația suculentă dacă apa este rară. O analiză a arătat că dieta este compusă din 45% monocotiledonate, 45% dicotiledonate și 10% fructe; proporția de ierburi din dietă crește semnificativ (până la 90%) după primele ploi, dar scade în sezonul uscat. Hrănirea cu frunze, lăstari și fructe predomină la sfârșitul sezonului umed și în sezonul uscat, iar dieta este săracă din punct de vedere nutrițional la mijlocul sezonului uscat, când impala se hrănește în principal cu dicotiledonate lemnoase. Un alt studiu a arătat că proporția de dicotiledonate din dietă este mult mai mare la burlaci și la femele decât la masculii teritoriali.
Impala se hrănește cu ierburi moi și hrănitoare, cum ar fi Digitaria macroblephara; ierburile dure și înalte, cum ar fi Heteropogon contortus și Themeda triandra, sunt de obicei evitate. Impala de la periferia turmelor sunt, în general, mai vigilente față de prădători decât cele care se hrănesc în centru; un individ care se hrănește va încerca să apere peticul pe care se hrănește, coborându-și capul. Un studiu a arătat că timpul petrecut în căutarea hranei atinge un maxim de 75,5% din zi în sezonul uscat târziu, scade pe parcursul sezonului ploios și este minim la începutul sezonului uscat (57,8%).

### Reproducere

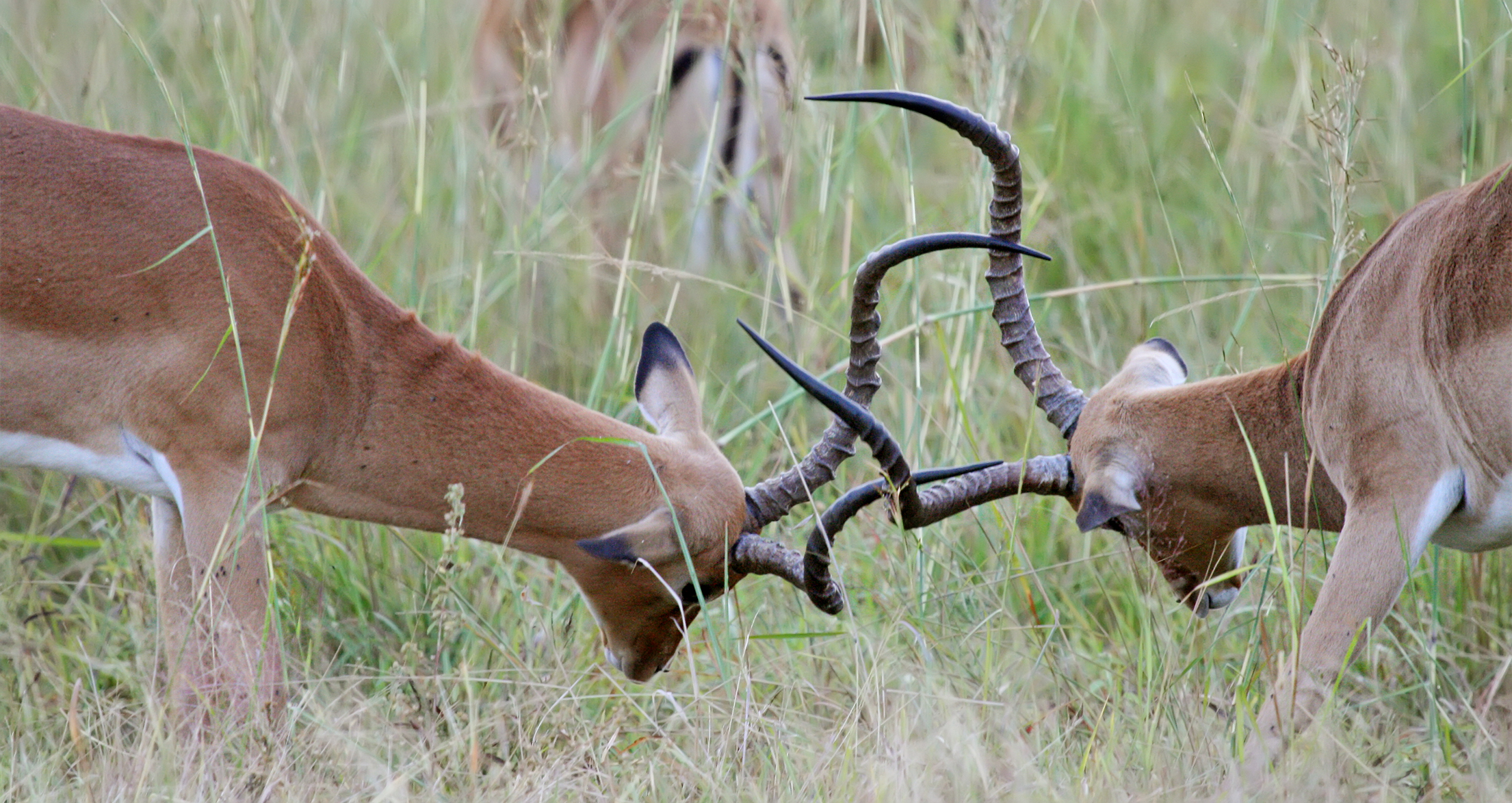
Doi masculi se luptă pentru dominație

Masculii sunt maturi din punct de vedere sexual până la vârsta de un an, deși împerecherea reușită are loc, în general, abia după patru ani. Masculii maturi încep să stabilească teritorii și încearcă să aibă acces la femele. Femelele pot concepe după vârsta de un an și jumătate; estrul durează între 24 și 48 de ore și are loc la fiecare 12-29 de zile la femelele care nu sunt gestante. Rutul anual de trei săptămâni (sezonul de împerechere) începe spre sfârșitul sezonului ploios, de obicei în luna mai. Creșterea gonadelor și producția de hormoni la masculi încep cu câteva luni înainte de sezonul de împerechere, ceea ce duce la o mai mare agresivitate și teritorialitate. [[|Glandele bulbouretrale sunt mai grele, nivelul de testosteron este de aproape două ori mai mare la masculii teritoriali decât la cei burlaci, iar gâtul unui mascul teritorial tinde să fie mai gros decât cel al unui burlac în timpul rutului. Împerecherea tinde să aibă loc între lunile pline.
Masculii în rut se luptă pentru dominație, deseori scoțând răgete zgomotoase și urmărindu-se reciproc; ei merg rigid și își arată gâtul și coarnele. Masculii renunță să se hrănească și să se îngrijească în timpul rutului, probabil pentru a dedica mai mult timp adulmecării femelelor în călduri; masculul verifică urina femelei pentru a se asigura că aceasta este în călduri. Când întâlnește o astfel de femelă, masculul excitat începe curtarea urmărind-o, păstrând o distanță de 3-5 metri de ea. Masculul își mișcă limba și poate da din cap viguros; femela îi permite să îi lingă vulva și își ține coada într-o parte. Masculul încearcă să călărească femela, ținând capul sus și prinzându-i părțile laterale cu picioarele anterioare. Încercările de împerechere pot fi repetate la fiecare câteva secunde sau la fiecare minut sau două minute. Masculul își pierde interesul pentru femelă după prima copulație, deși femela este încă activă și se poate împerechea cu alți masculi.
Gestația durează între șase și șapte luni. Nașterile au loc, în general, în miezul zilei; femela se va izola de turmă atunci când încep durerile nașterii. Percepția că femelele pot amâna nașterea cu încă o lună dacă condițiile sunt aspre s-ar putea să nu fie însă realistă. Se naște un singur pui, care este imediat ascuns în adăpost pentru primele câteva săptămâni de la naștere. Apoi, puiul se alătură unui grup de creștere în cadrul turmei mamei sale. Sunt alăptați timp de patru până la șase luni; masculii tineri, forțați să iasă din grup, se alătură turmelor de burlaci, în timp ce femelele pot rămâne în turmă.

## Amenințări și conservare
Uniunea Internațională pentru Conservarea Naturii și a Resurselor Naturale (IUCN) clasifică impala ca fiind o specie care prezintă cel mai puțin îngrijorare în general. Cu toate acestea, impala cu fața neagră este clasificată ca specie vulnerabilă; în 2008, se estima că mai puțin de 1.000 de exemplare erau prezente în sălbăticie. Deși nu există amenințări majore la adresa supraviețuirii impalei comune, braconajul și calamitățile naturale au contribuit în mod semnificativ la declinul impalei cu fața neagră. În 2008, populația de impala comună a fost estimată la aproximativ două milioane de exemplare. Potrivit unor studii, translocarea impalei cu fața neagră poate fi foarte benefică pentru conservarea acesteia.
Aproximativ un sfert din populațiile de impala comună se află în zone protejate, cum ar fi Delta Okavango (Botswana); Masai Mara și Kajiado (Kenya); Parcul Național Kruger (Africa de Sud); Parcurile Naționale Ruaha și Serengeti și Rezervația Selous (Tanzania); Valea Luangwa (Zambia); Hwange, Sebungwe și Valea Zambezi (Zimbabwe). Impala cu fața neagră a fost introdusă în ferme private din Namibia și în Parcul Național Etosha. Densitatea populației variază în mare măsură de la un loc la altul; de la mai puțin de o impala pe kilometru pătrat în Parcul Național Mkomazi (Tanzania) până la 135 pe kilometru pătrat lângă Lacul Kariba (Zimbabwe).

## Galerie

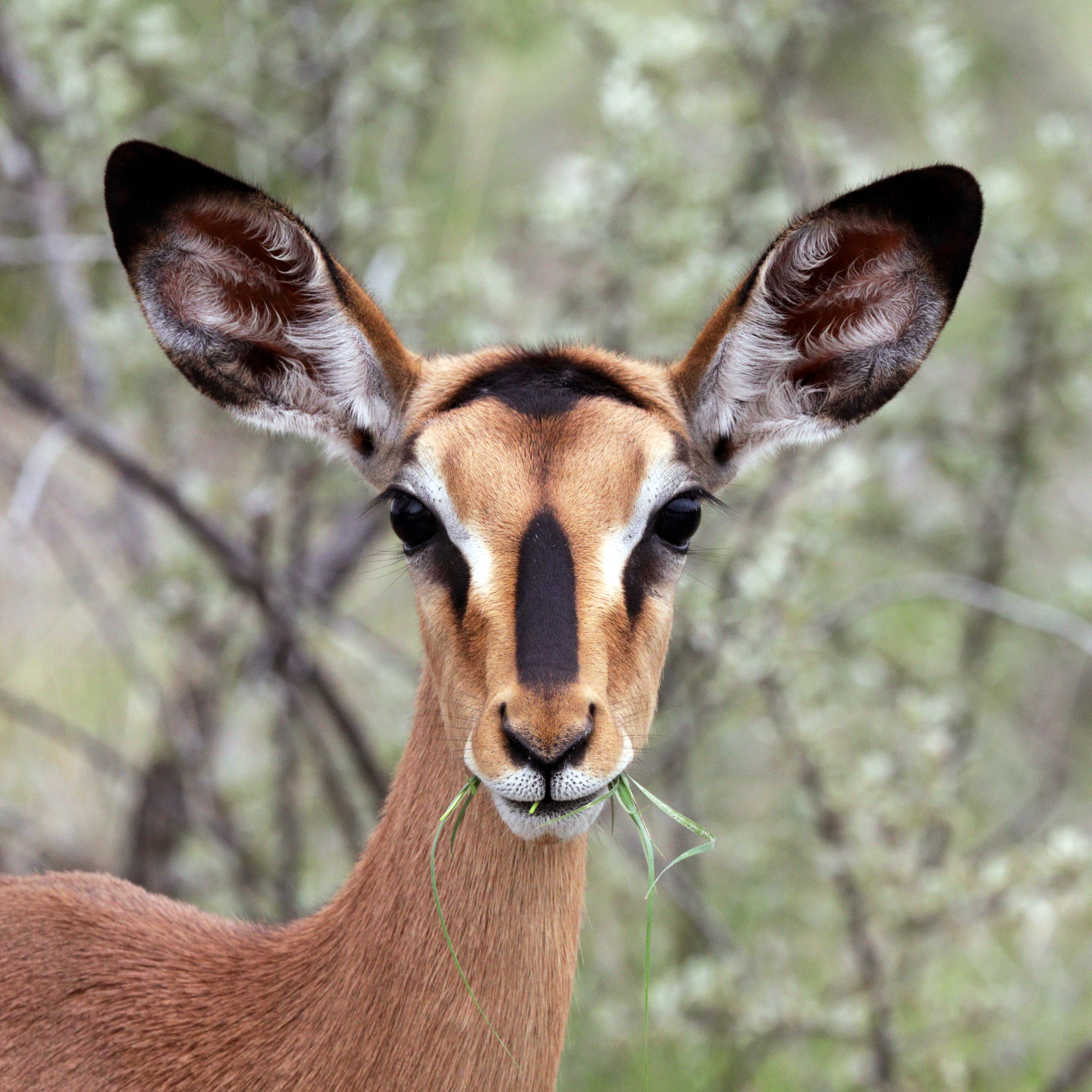
Femelă Aepyceros melampus petersi
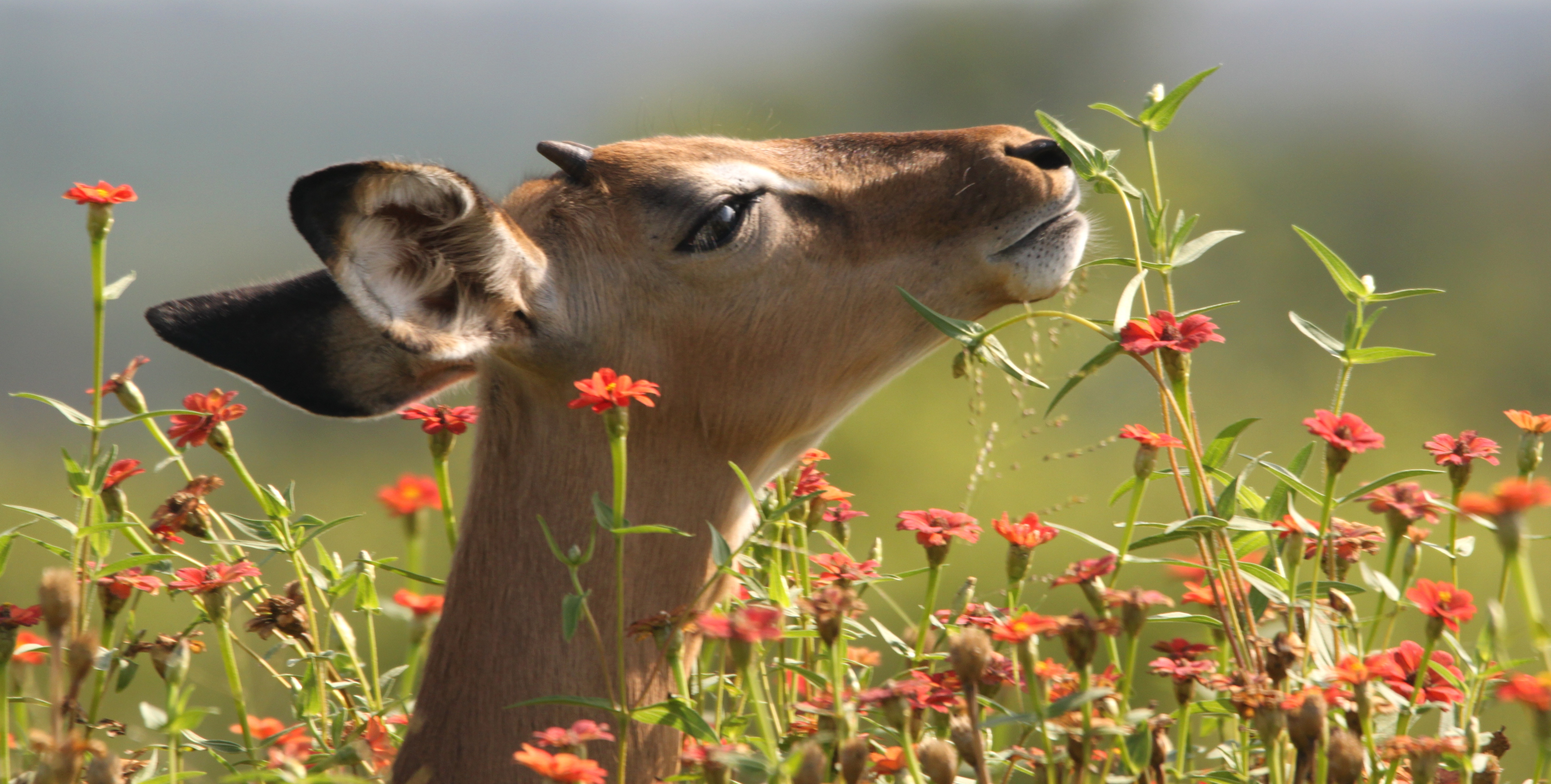
Mascul tânăr
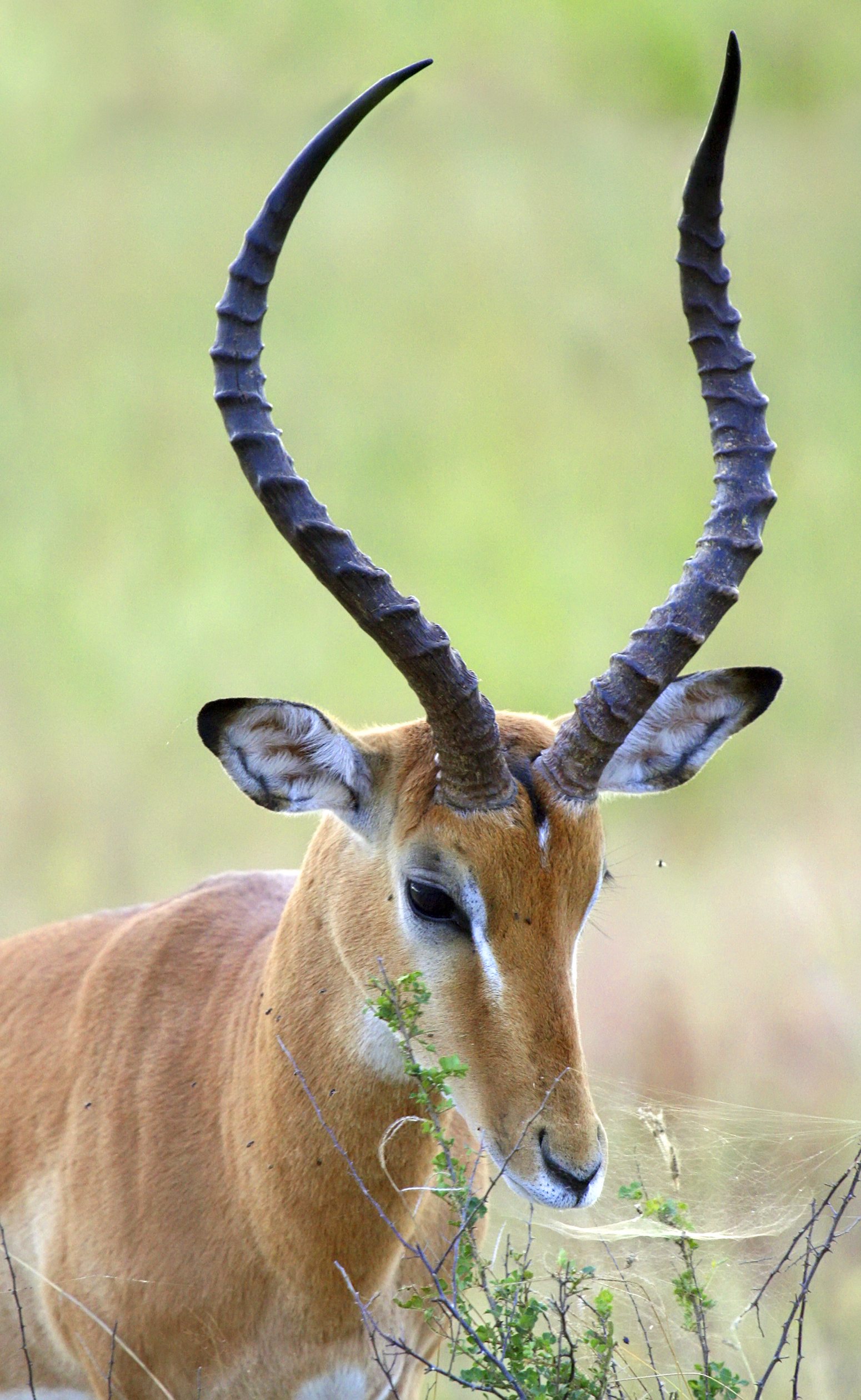
Coarnele în formă de liră au o lungime de 45-92 cm
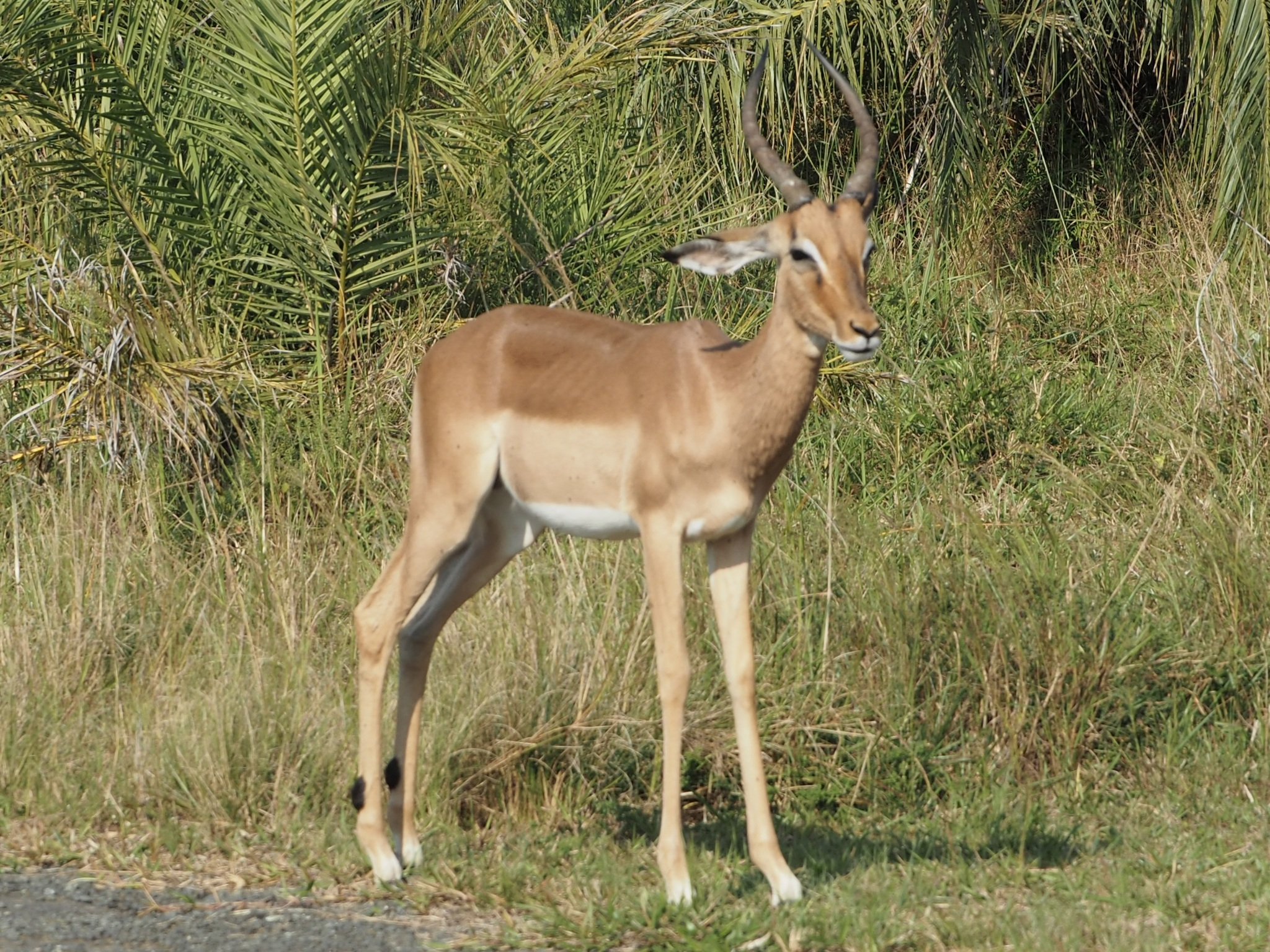
Pui de impala comună